# Guzów (województwo lubuskie)
Guzów – wieś w Polsce położona w województwie lubuskim, w powiecie żarskim, w gminie Jasień.
W latach 1975–1998 miejscowość administracyjnie należała do województwa zielonogórskiego.
W kwietniu 2015 w lesie w pobliżu wsi leśniczy znalazł dwa gliniane garnki zawierające łącznie 6152 srebrnych monet pochodzących z XV wieku. Było to 5370 drobniejszych monet, głównie halerzy i 782 większych groszy, głównie z mennic niemieckich. Zostały one przekazane do Muzeum Archeologicznego Środkowego Nadodrza w Świdnicy.